# Waterpolo al Campionat del Món de natació de 2009
La competició de waterpolo al Campionat del Món de natació de 2009 es realitzà al Foro Itálico de la ciutat de Roma (Itàlia).

## Resum de medalles
| Event                | Or | Plata | Bronze |
| competició masculina | SèrbiaSlobodan Soro · Marko Avramović · Živko Gocić · Vanja Udovičić · Slavko Gak · Duško Pijetlović · Slobodan Nikić · Milan Aleksić · Nikola Rađen · Filip Filipović · Andrija Prlainović · Stefan Mitrović · Gojko Pijetlović  | EspanyaIñaki Aguilar · Mario José García · David Martín · Blai Mallarach · Guillermo Molina · Marc Minguell · Iván Gallego · Albert Español · Xavier Vallès · Felipe Perrone · Iván Pérez · Xavier García · Daniel López               | CroàciaIvo Brzica · Damir Burić · Miho Bošković · Nikša Dobud · Ivan Buljubašić · Srdan Antonijević · Frano Karač · Andro Bušlje · Sandro Sukno · Samir Barač · Igor Hinić · Paulo Obradović · Josip Pavić                                                             |
| competició femenina  | Estats UnitsElizabeth Armstrong · Heather Petri · Brittany Hayes · Brenda Villa · Lauren Wenger · Tanya Gandy · Kelly Rulon · Jessica Steffens · Elsie Windes · Alison Gregorka · Moriah van Norman · Kameryn Craig · Jaime Komer | CanadàRachel Riddell · Krystina Alogbo · Katrina Monton · Emily Csikos · Joëlle Békhazi · Whitney Genoway · Rosanna Tomiuk · Dominique Perreault · Carmen Eggens · Christine Robinson · Tara Campbell · Marina Radu · Marissa Janssens | RússiaEvgeniya Protsenko · Nadezda Glyzina · Ekaterina Prokofyeva · Sofia Konukh · Alena Vylegzhanina · Natalya Ryzhova-Alenicheva · Ekaterina Pantyulina · Evgenia Soboleva · Anna Timoféieva · Olga Belyaeva · Evgenia Ivanova · Yulia Gaufler · Maria Kovtunovskaya |

## Medaller
| Posició | País         | Or | Plata | Bronze | Total |
| 1       | Estats Units | 1  | 0     | 0      | 1     |
| 1       | Sèrbia       | 1  | 0     | 0      | 1     |
| 3       | Canadà       | 0  | 1     | 0      | 1     |
| 3       | Espanya      | 0  | 1     | 0      | 1     |
| 5       | Croàcia      | 0  | 0     | 1      | 1     |
| 5       | Rússia       | 0  | 0     | 1      | 1     |
| Total   | Total        | 2  | 2     | 2      | 6     |